# Julieta Aranda
Julieta Aranda (Ciudad de México, 1975) es una artista conceptual que vive y trabaja en Berlín y la ciudad de Nueva York. Recibió un BFA en cine de la Escuela de Artes Visuales (2001) y un MFA de la Universidad de Columbia (2006), ambos en Nueva York. Sus exploraciones abarcan la instalación, el vídeo y los medios impresos, con un interés especial en la creación y manipulación del intercambio artístico y la subversión de las nociones tradicionales de comercio a través de la creación de arte.

## Biografía
Julieta nació en el año 1975  en la Ciudad de México. En 1995-1996 obtuvo una subvención de 2 años del Fondo Nacional para la Cultura y las Artes (FONCA), México. En ese mismo periodo recibió una beca de mérito otorgada por la Escuela de Artes Visuales (SVA) de Nueva York, y en 1995-1999 la Beca Silas H. Rhodes por la Escuela de Artes Visuales (SVA), Nueva York. En 1996-1999 obtiene la beca de mérito para jóvenes cineastas otorgada por la National Board of Review, Nueva York.
En el año 2001 obtuvo un BFA de la  Escuela de Artes Visuales de Nueva York. En el año 2002 obtuvo la beca de producción de la Fundación Gulbenkien, Portugal, así como la beca  Jóvenes Creadores, del Fondo Nacional para la Cultura y las Artes, México. En 2004, fue premiada al Mérito por la Universidad de Columbia, Nueva York. Para 2005 obtuvo la Beca Curatorial de la Universidad de Columbia, Nueva York. Fue miembro de "The Generals", una junta asesora de Arte en General, Nueva York, dely  de la  Kantor / Zach Feuer Gallery Curatorial Fellowship, Universidad de Columbia, Nueva York.
Desde 2003, es coeditora de e-flux, una plataforma de comunicación para el arte contemporáneo fundada por Anton Vidokle en 1998.

## Carrera

### No tuviste el noveno de mayo
¡No tuviste el noveno de mayo! (2006), Aranda aborda la artificialidad de la construcción homogénea del tiempo a través del caso de Kiribati, un archipiélago en el Pacífico que, en 1995, cambió la posición de la Línea de Fecha Internacional (IDL). A través de una serie de piezas de instalación que mapean conceptual y formalmente la línea de fecha internacional en Kiribati, el artista investiga el tiempo asignado oficialmente y cuestiona conceptos como "hoy" o "mañana".

### Ha habido un error de cálculo
There has been a miscalculation (Flattened Ammunition) (2007) es un experimento sobre el funcionamiento del tiempo. Este trabajo consiste en un cubo de plexiglás transparente que contiene aproximadamente 100 novelas de ciencia ficción con una historia que tiene lugar antes de 2007 (el año en que se produjo por primera vez la obra), que han sido trituradas, casi pulverizadas. También contiene un compresor de aire computarizado oculto que sopla el polvo de forma inesperada y violenta a intervalos aleatorios, recordando una repentina tormenta de arena. De esta manera, el trabajo de Aranda hace que los libros circulen y se retríen sin cesar en un cubo vacío, dejándolos incesantemente suspendidos en un futuro pasado.

### Intervalos
Para Intervals (2009), una presentación en solitario de cuatro obras instaladas en el Solomon R. El Museo Guggenheim, Aranda, exploró e invirtió la noción de tiempo como una designación lineal estrictamente asignada marcada por relojes y calendarios. En esta exposición, se propuso que todas las obras describieran parcialmente, en palabras del artista, "un sentido del paso del tiempo de acuerdo con la experiencia subjetiva, en lugar de suscribirse a un estricto sistema de medición que asigna una duración fija a cualquier evento dado".Cada pieza captura el paso del tiempo en un sentido individualizado, abordando lo que el artista concibe como "formación de sujetos" y la afirmación del dominio de uno sobre el propio tiempo como una condición para el individualismo.